# Socialismo africano
Socialismo africano é a crença na partilha de recursos econômicos de uma maneira tradicional africana, distinta do socialismo clássico. Muitos políticos africanos dos anos 1950 e 1960 professaram seu apoio ao socialismo africano, embora definições e interpretações deste variam consideravelmente.

## Origens e problemáticas
À medida que muitos países africanos ganharam sua independência durante os anos 1960, alguns desses governos recém formados rejeitaram as ideias do capitalismo a favor de um modelo econômico mais afrocêntrico. Líderes deste período declararam estar praticando um 'Socialismo Africano'.
Julius Nyerere da Tanzânia, Modibo Keita do Mali, Léopold Senghor do Senegal, Kwame Nkrumah do Gana e Sékou Touré da Guiné foram os principais arquitetos do socialismo africano de acordo com William H. Friedland e Carl G. Rosberg Jr., editores do livro African Socialism.
Princípios comuns de várias versões do socialismo africanos eram: desenvolvimento social guiado por um grande setor público, incorporação da identidade africana e do que significa ser africano, e a prevenção do desenvolvimento de classes sociais dentro da sociedade. Senghor alegou que "a origem social africana de vida tribal comunitária não só faz do socialismo algo naturalmente africano como exclui a validade da teoria da luta de classes", fazendo assim do socialismo africano, em todas suas variedades, diferente do marxismo e teoria socialista europeia.

## História
A primeira publicação influente de pensamento socialista para a África ocorreu em 1956 com o lançamento de Les masses africaines et l'actuelle condition humaine, do intelectual senegalês Abdoulaye Ly.

## Variantes

### Ujamaa
O conceito ou ideologia política de Ujamaa formou a base das políticas de desenvolvimento sociais e econômicas autárquicas de Julius Nyerere na Tanzânia após a Tanganyika ganhar independência da Bretanha em 1961 e sua união com Zanzibar para formar a Tanzânia em 1964. A palavra Ujamaa vem da palavra suaíle para família estendida ou familiaridade e se distingue por várias características, principalmente pela crença de que uma pessoa se torna uma pessoa através do povo ou comunidade.
Em 1967, Presidente Nyerere publicou seu modelo de desenvolvimento, chamado de Declaração de Arusha, onde Nyerere apontou para a necessidade de um modelo africano de desenvolvimento. Isso formou a base do socialismo africano para a Tanzânia. A Declaração de Arusha originou discussões e debates internacionais sobre socialismo africano no mundo acadêmico e econômico.
No entanto, de acordo com a BBC, "enquanto ele unificou sua nação e fez grandes avanços nos campos da saúde e educação", os coletivos socialistas "Ujamaa" de Julius Nyerere "provaram ser um desastre para a economia da Tanzânia".

### Ubuntu
A antiga filosofia Ubuntu da África do Sul reconhece a humanidade de uma pessoa através das suas relações interpessoais. A palavra vem das línguas zulu e xhosa. Ubuntu acredita em uma ligação que une toda a humanidade e o fato de que um ser humano tem um alto valor. De acordo com o arcebispo Desmond Tutu, um homem com ubuntu é aberto e acessível aos outros, apoia os outros, não se sente debilitado quando vê que outros são capazes e grandes, porque ele ou ela tem uma confiança legítima que se origina do entendimento de que ele ou ela tem um lugar em um todo mais notável e esse lugar é diminuído quando outros são mortificados ou reduzidos, quando outros são atormentados ou abusados.

### Harambee
Harambee é um termo que se originou entre os nativos, especificamente carregadores falantes de suaíle do Leste da África e a palavra significa "vamos unir esforços". Foi visto como uma oportunidade para quenianos nativos autodesenvolver suas comunidades sem depender do governo. Isso ajudou a construir um senso de unidade na comunidade queniana mas analistas alegam que criou discrepâncias de classe pois alguns indivíduos usam isso como uma oportunidade para gerar riqueza.